# 50 лет Победы
«50 лет Побе́ды» (з рос. — «50 років Перемоги») — атомний криголам проєкту 10521. Станом на 2017 рік найбільший у світі ериголам, його будівництво велось на  суднобудівельному Балтійському заводі в Ленінграді (пізніше — в Санкт-Петербурзі).

## Історія
Атомний криголам «50 лет Победы» — це модернізований проєкт другої серії атомних криголамів класу «Арктика». Розрахункова максимальна товщина льоду, яку повинен долати криголам — 2,8 м (за фактом — 2,25 м).
Криголам був закладений 4 жовтня 1989 року під іменем «Урал» і спущений на воду 29 грудня 1993 року. Подальше будівництво призупинено через відсутність коштів. У 2003 році будівництво було відновлене і 1 лютого 2007 року криголам вийшов у Фінську протоку на ходові випробування, котрі тривали два тижні. Прапор був піднятий 23 березня 2007 року, а 11 квітня — криголам вийшов у постійний порт припису Мурманськ. 30 липня 2013 року криголам у сотий раз досяг Північного полюсу.
«50 лет Победы» — це модифікований проєкт 10520 «Арктика», що має безліч відмінностей від свого попередника. На судні застосована ложкоподібна форма носової частини, що була вперше використана при розробці в 1979 році канадського експериментального криголама «Кенмар Кігоріяк» і переконливо довела свою ефективність при дослідній експлуатації. На криголамі встановлена цифрова система автоматичного управління нового покоління. Модернізований комплекс засобів біологічного захисту атомної енергетичної установки, що пройшов огляд у відповідності з сучасними вимогами Ростехнагляду. На «50 лет Победы» створений екологічний відсік, оснащений новітнім обладнанням для збору та утилізації всіх продуктів життєдіяльності судна.
При проводці по Північному морському шляху танкерів зі ЗПГ шириною 45 м потрібна підтримка іншого криголама.
Вперше в історії арктичної навігації зробив надпізній транзитний рейс. 21 грудня 2016 року в Чукотському морі в районі Берингової протоки атомний криголам «50 лет Победы» взяв під проводку модулевоз «AUDAX», суховантаж «Арктика-1» і танкер «Штурман Овцин». Рейс тривав два тижні і завершився 3 січня 2017 року.

## Круїзне застосування
Крім основного завдання з проводки караванів в арктичних морях, атомний криголам також орієнтований на виконання арктичних круїзів, як правило, до Північного Полюсу з відвідуванням заповідного архіпелагу Землі Франца-Йосифа. У круїзі на борту криголама для туристів працює ресторан, спортивна зала, басейн, сауна, бібліотека і музичний салон. Для пасажирів працює система супутникового телебачення.

## Аварії та інциденти
26 січня 2025 року, в нічний час, російській атомний криголам «50 лет Победы» і суховантаж «Ямал Кречет» зіткнулися в Карському морі. Згідно повідомлень російських ЗМІ, атомохід прийшов на допомогу судну, щоб провести його через льоди, але зачепив суховантаж лівим бортом і отримав пошкодження обшивки. Обійшлося без постраждалих.

## Галерея

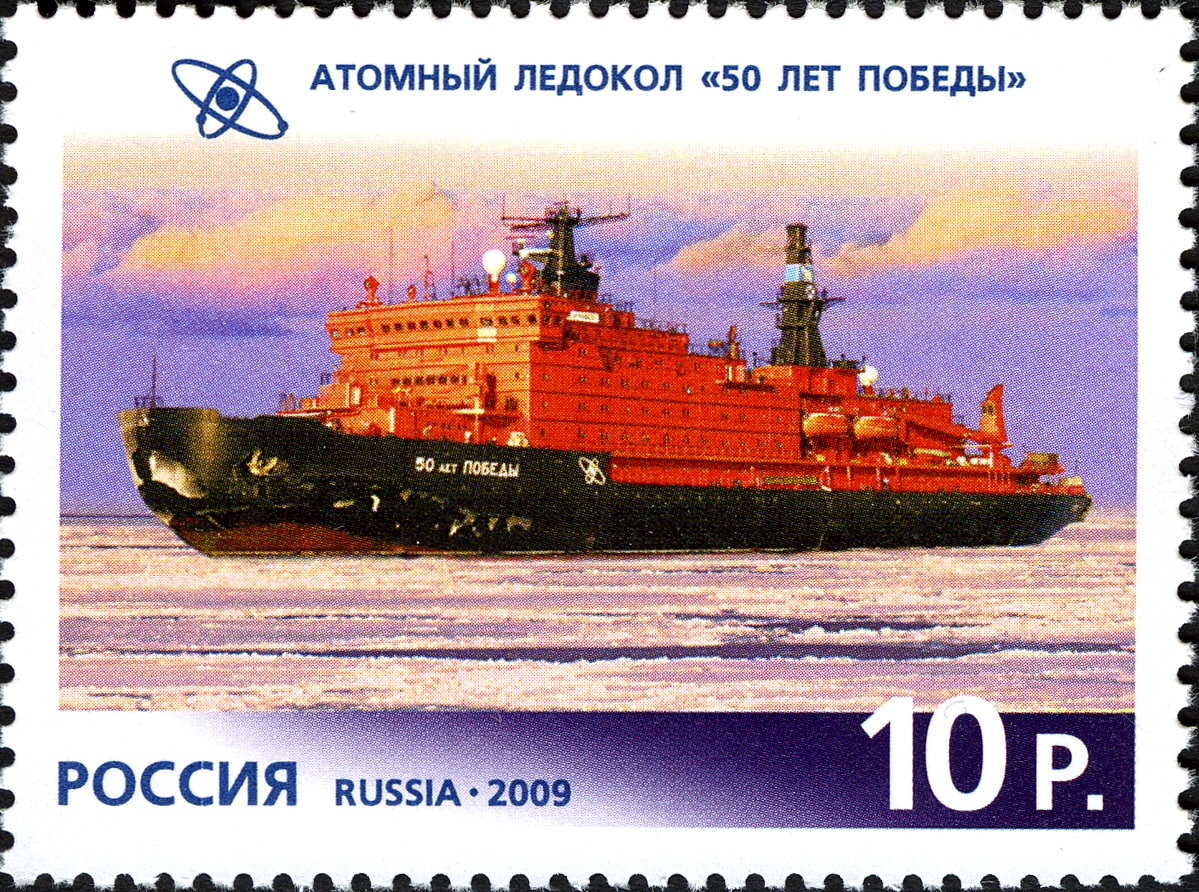
Криголам «50 лет Победы» на марці Росії
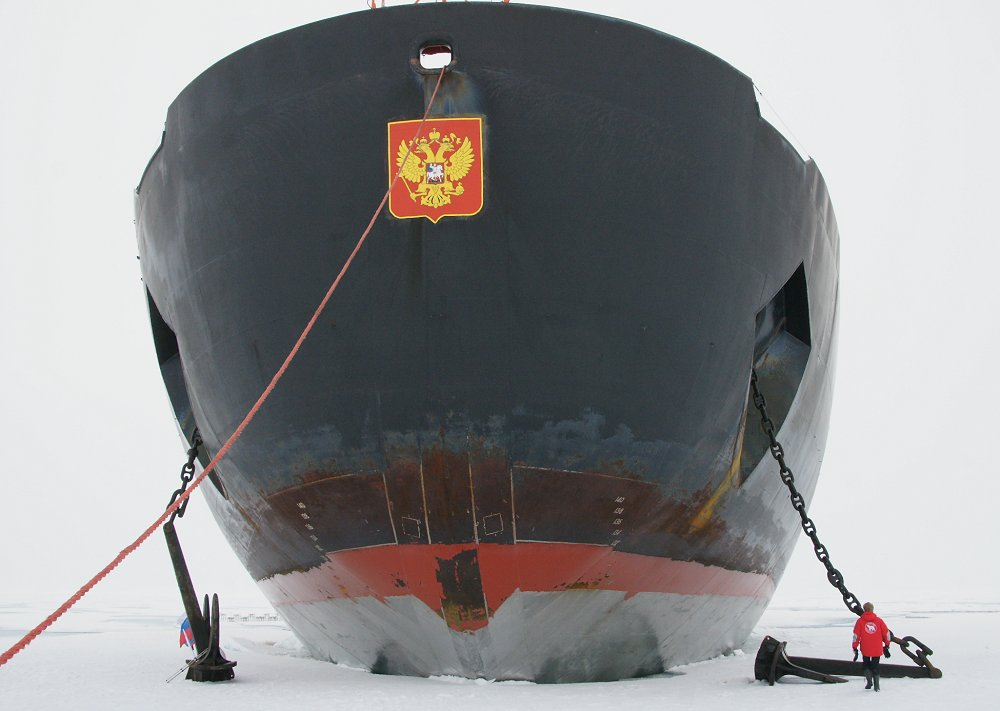
Носова частина ложкоподібної форми
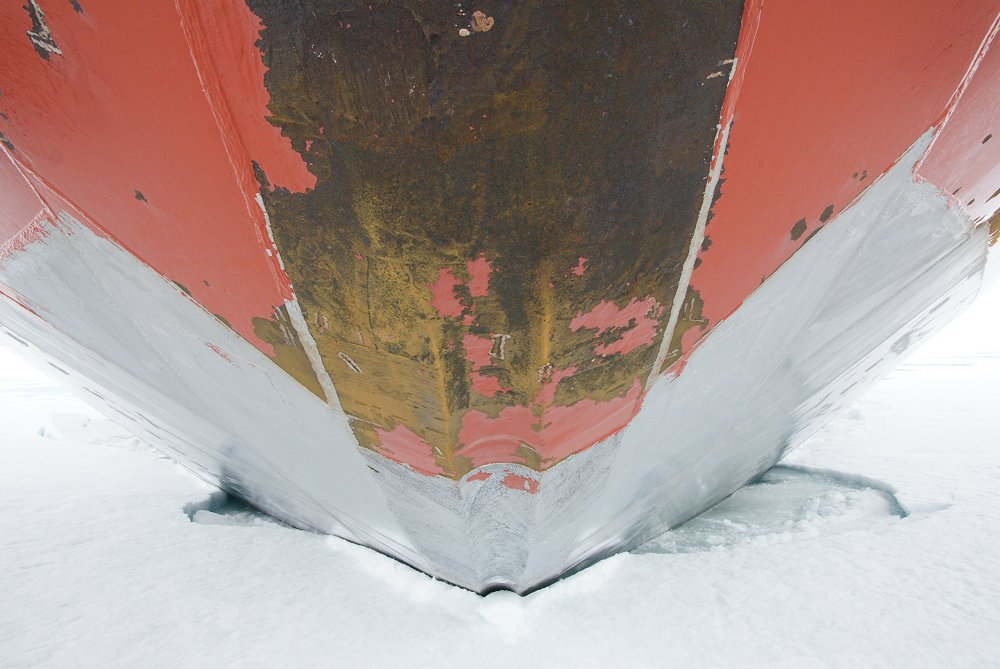
Льодовий пояс в районі форштевня. Видно покриття із полірованої нержавіючої сталі
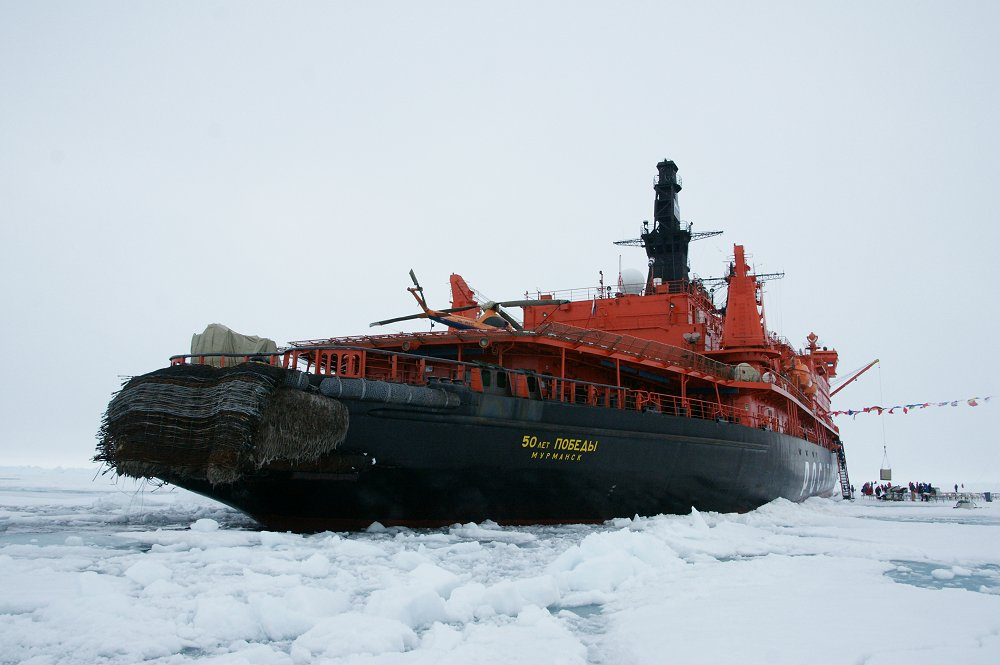
Вид із корми
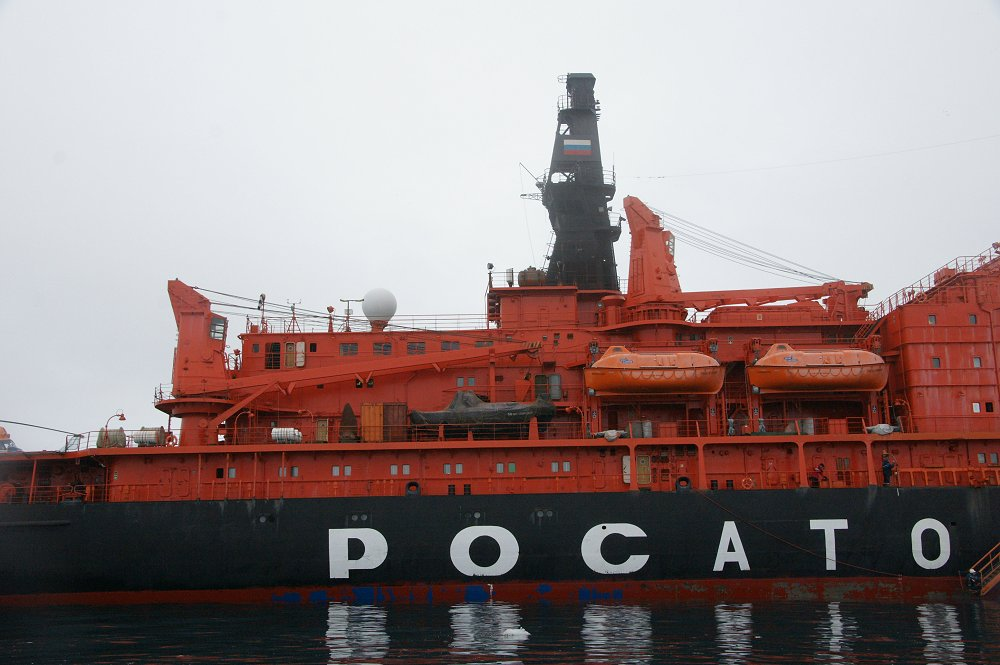
Середня частина надстройки
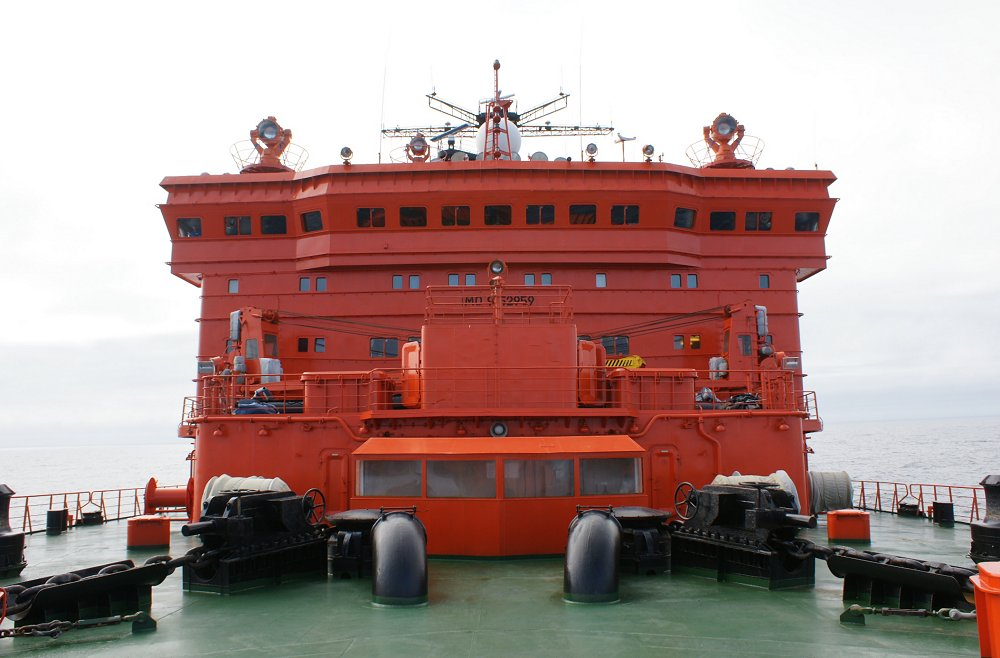
Надбудова, вид з баку
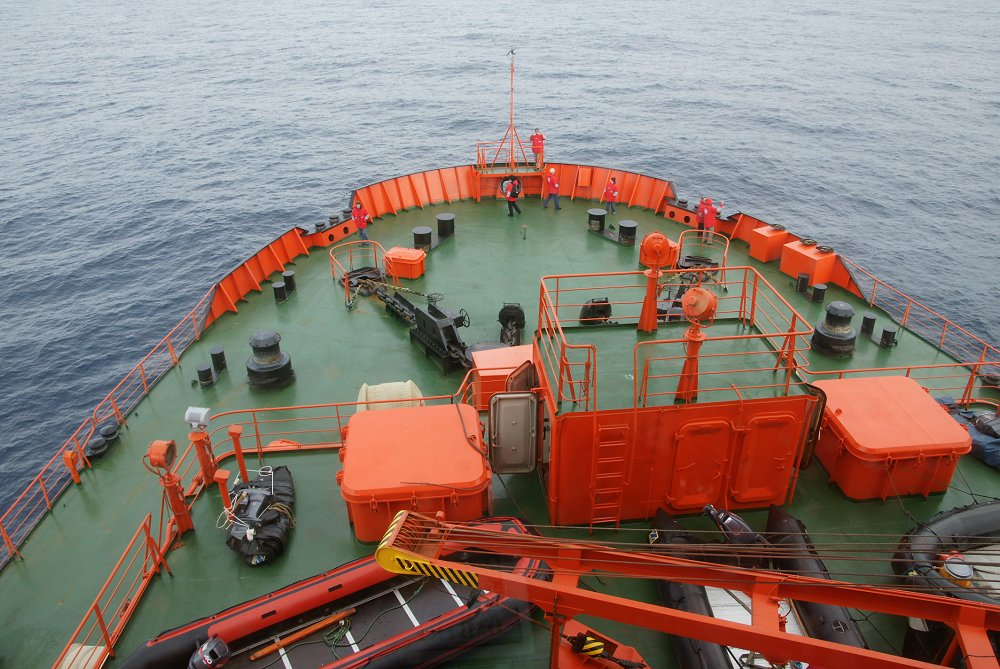
Вид на бак із капітанського містка. Надувні човни для обслуговування круїзних пасажирів
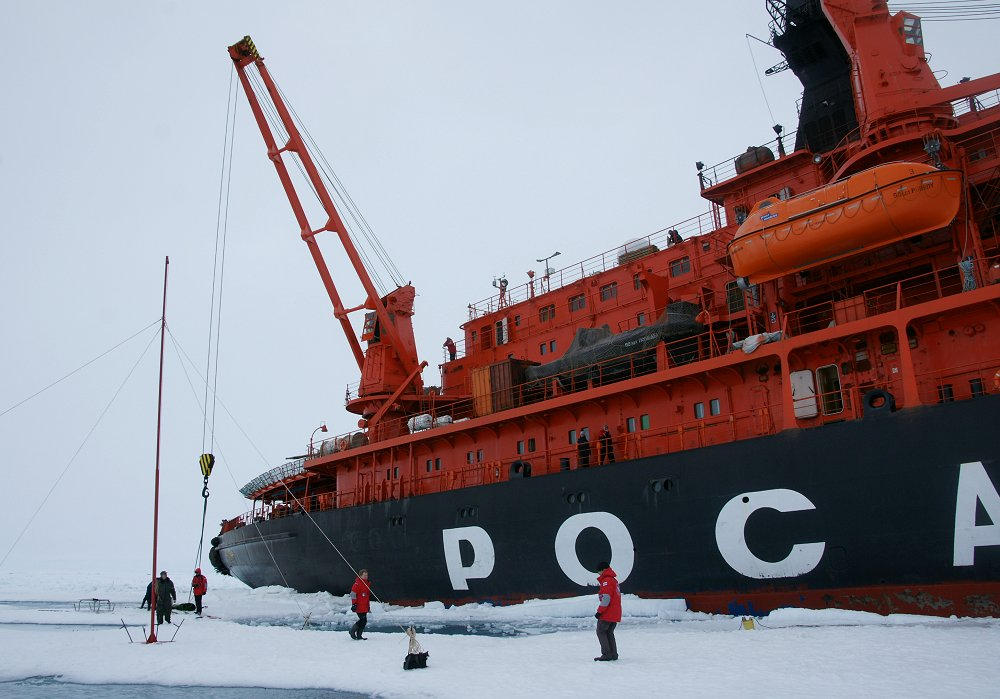
Кормовий кран правого борту в роботі
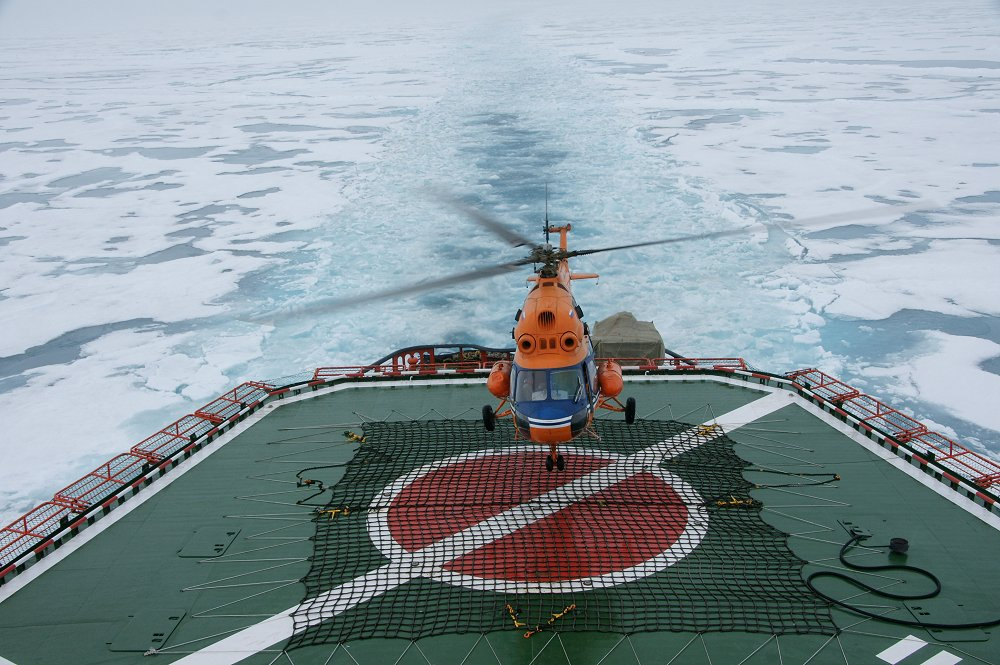
Вертоліт Мі-2 злітає з корми на ходу криголама
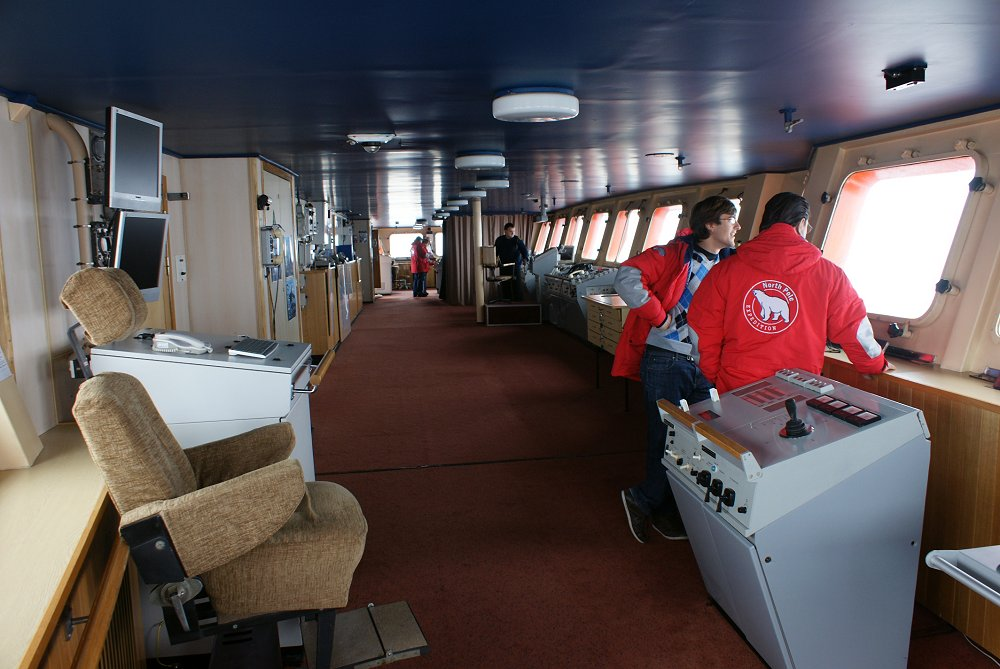
На капітанському містку по правому борту
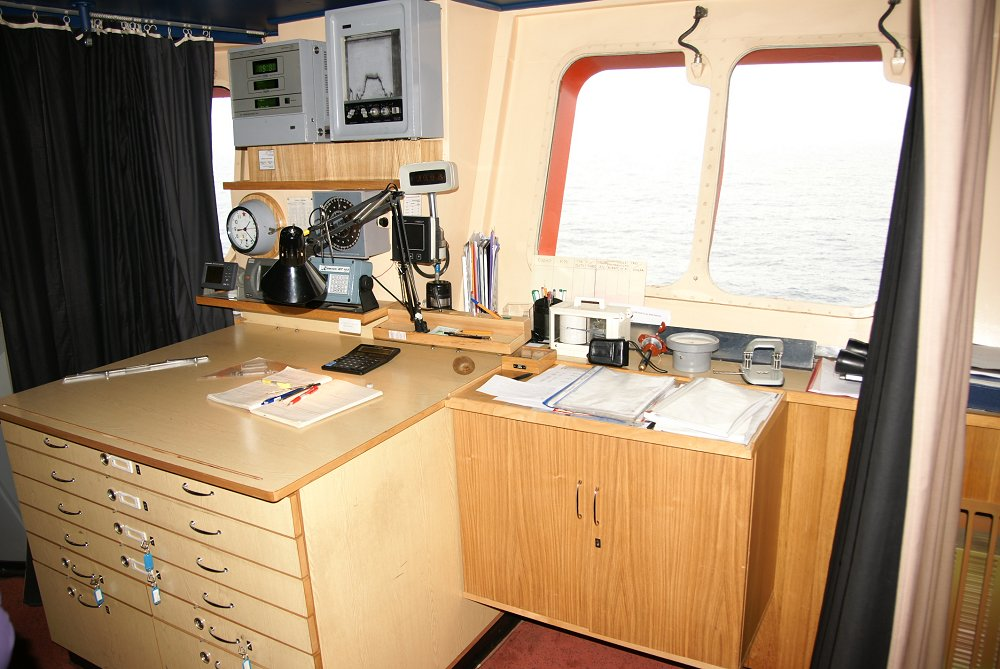
Робоче місце штурмана на капітанському містку
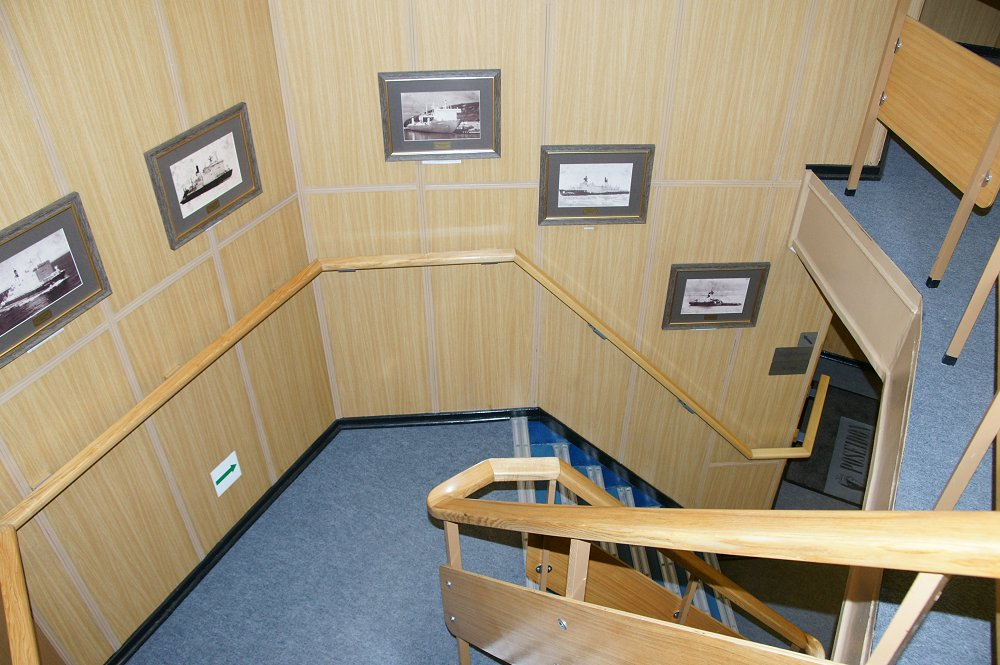
Носовий трап. Видно фотографії радянських і російських полярних суден
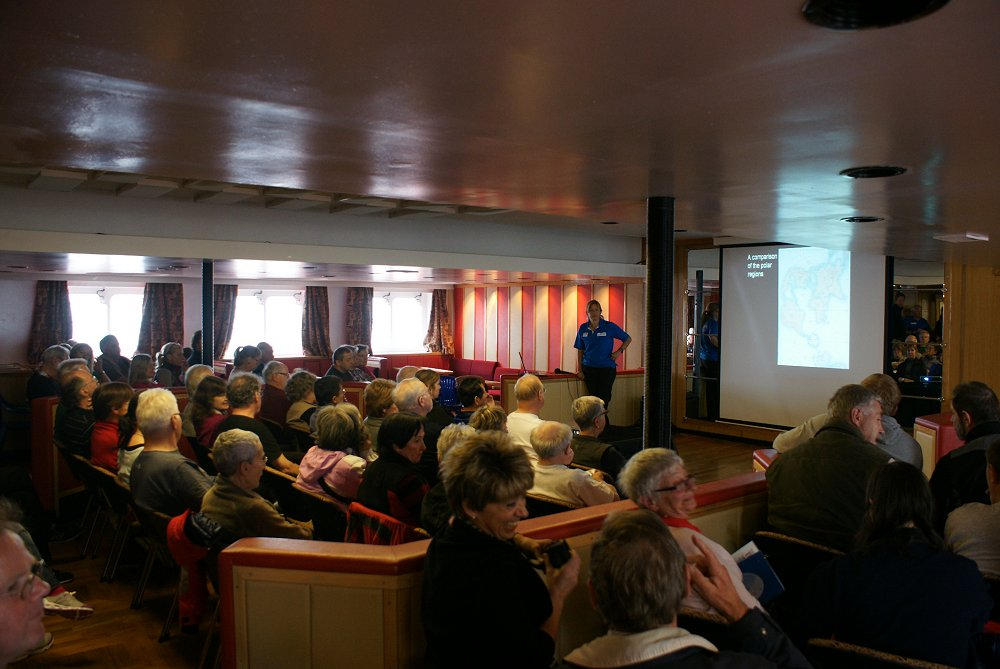
Кормовий музичний салон
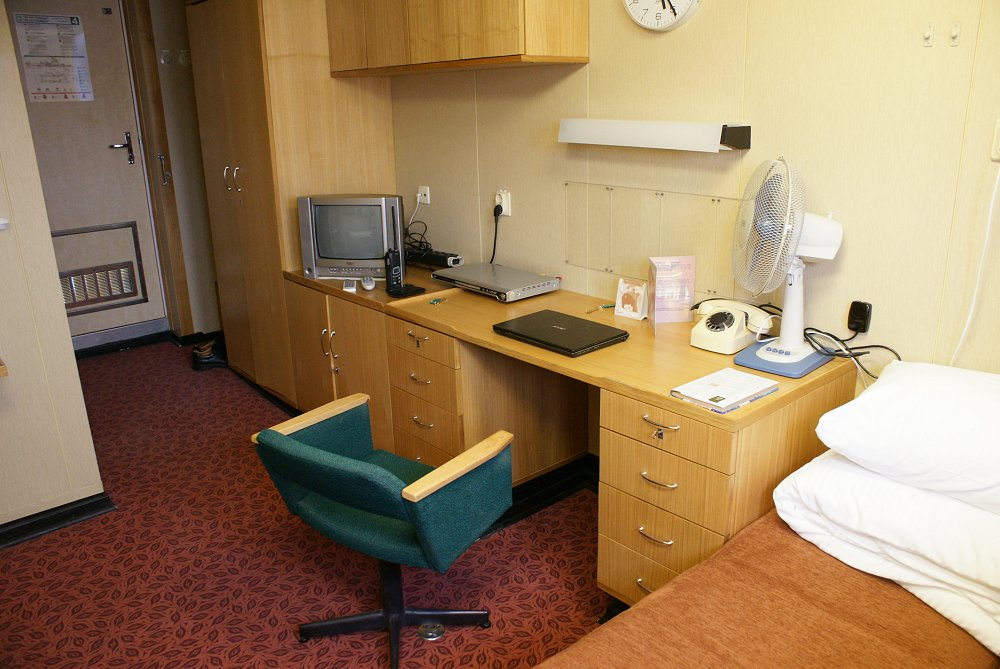
Одна із кают комскладу
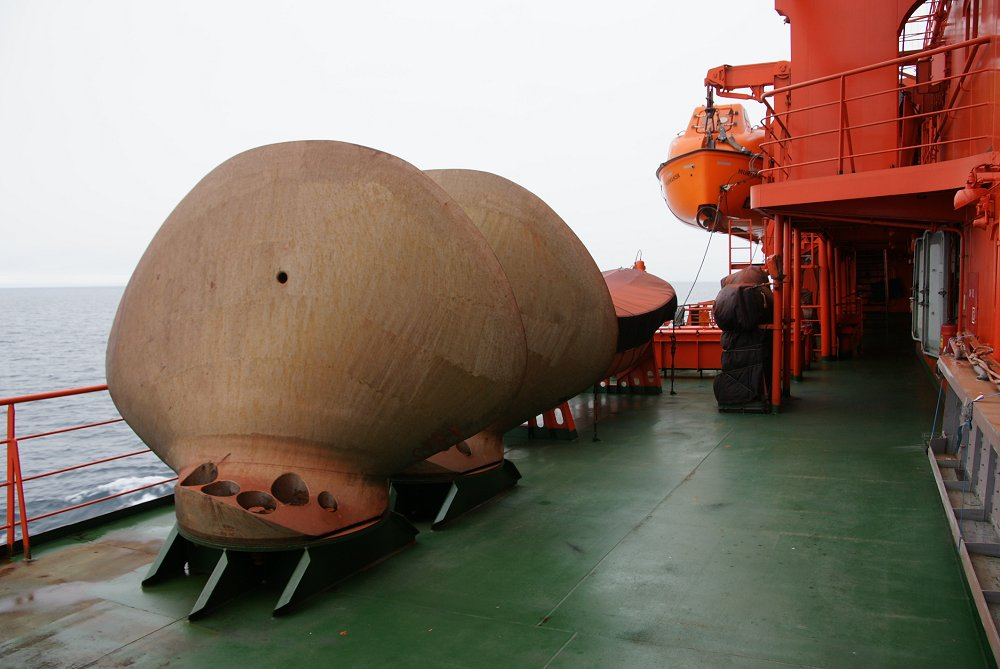
Запасні лопаті гребних гвинтів
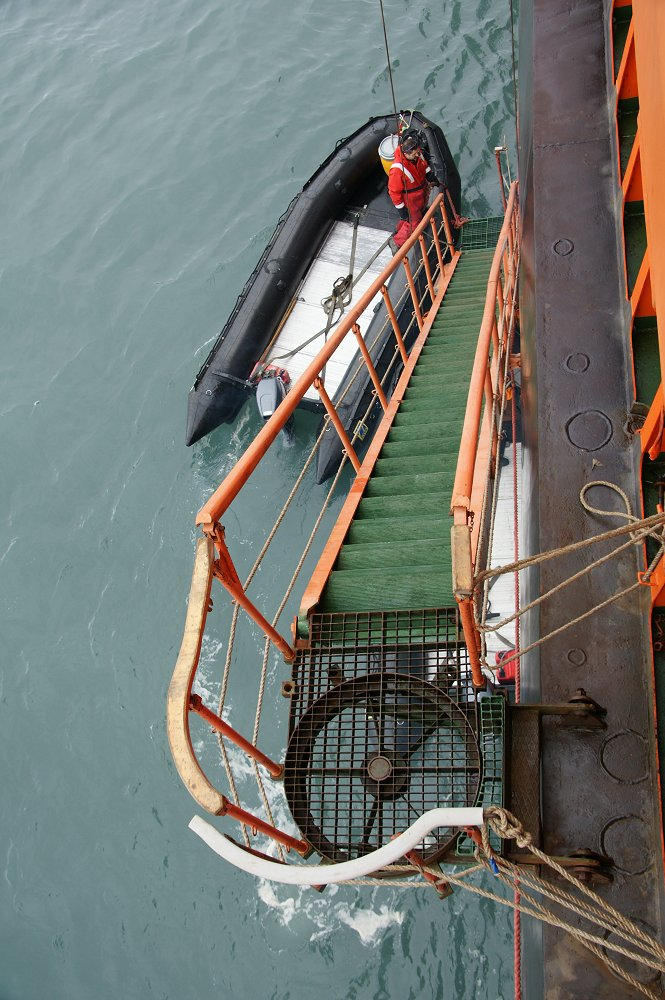
Парадний трап
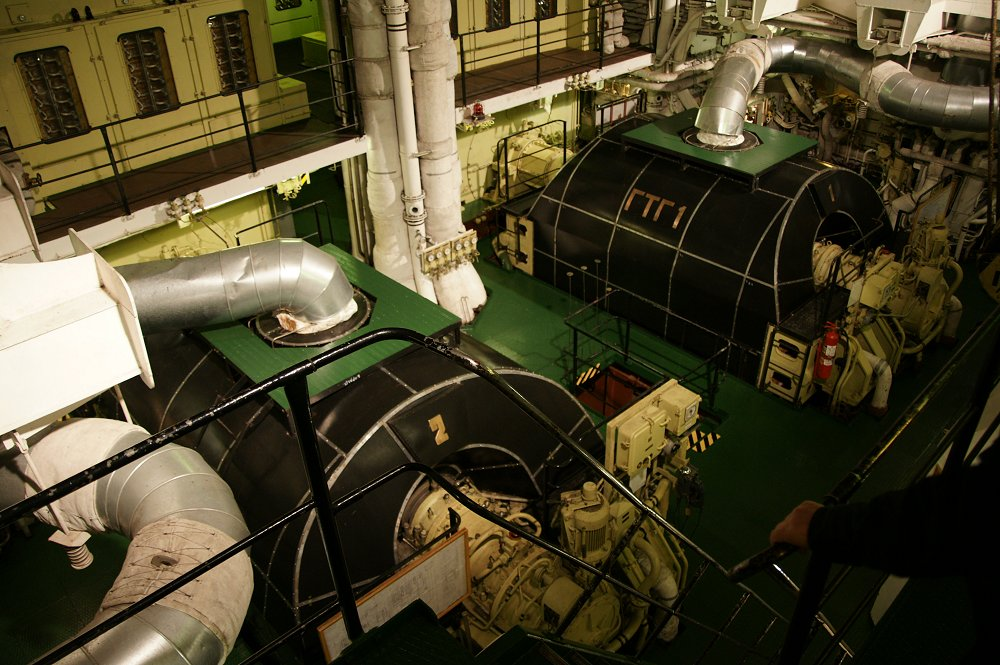
Турбоагрегати, з'єднані із електрогенераторами
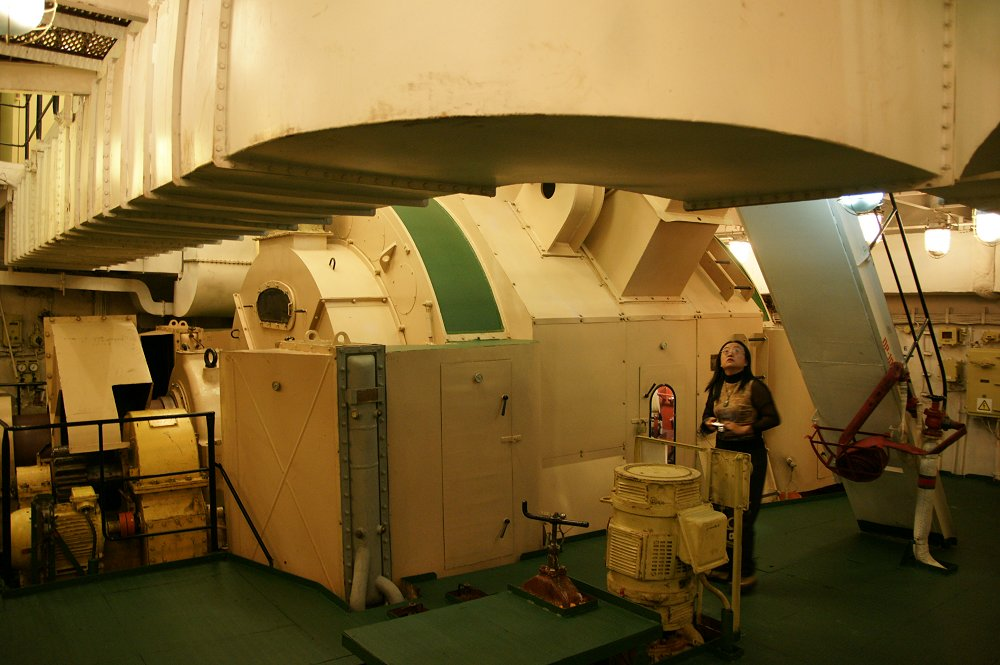
Один із трьох ходових електродвигунів
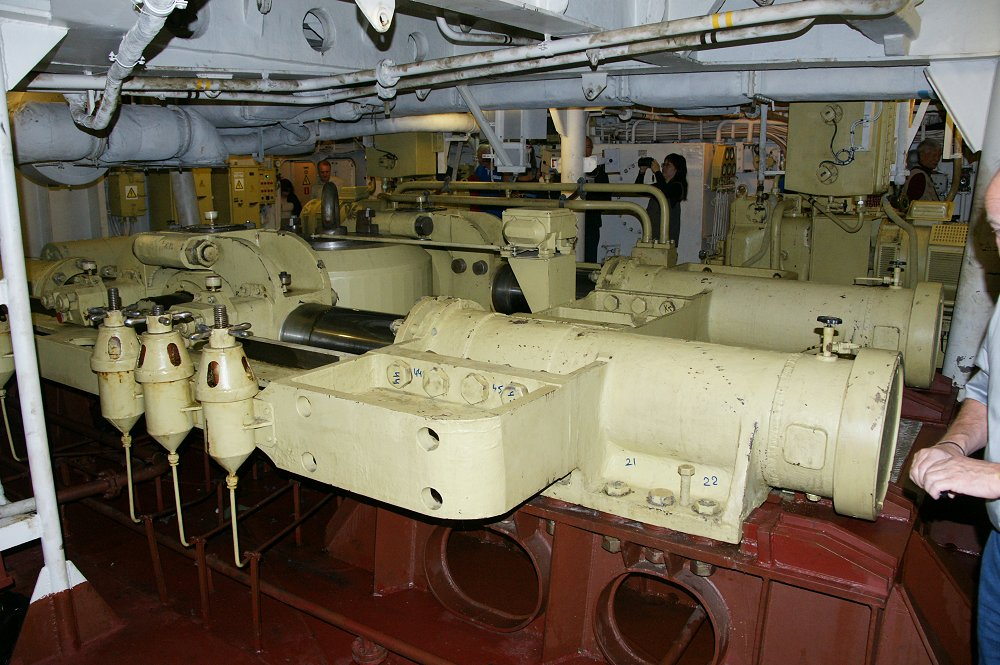
Стернова машина
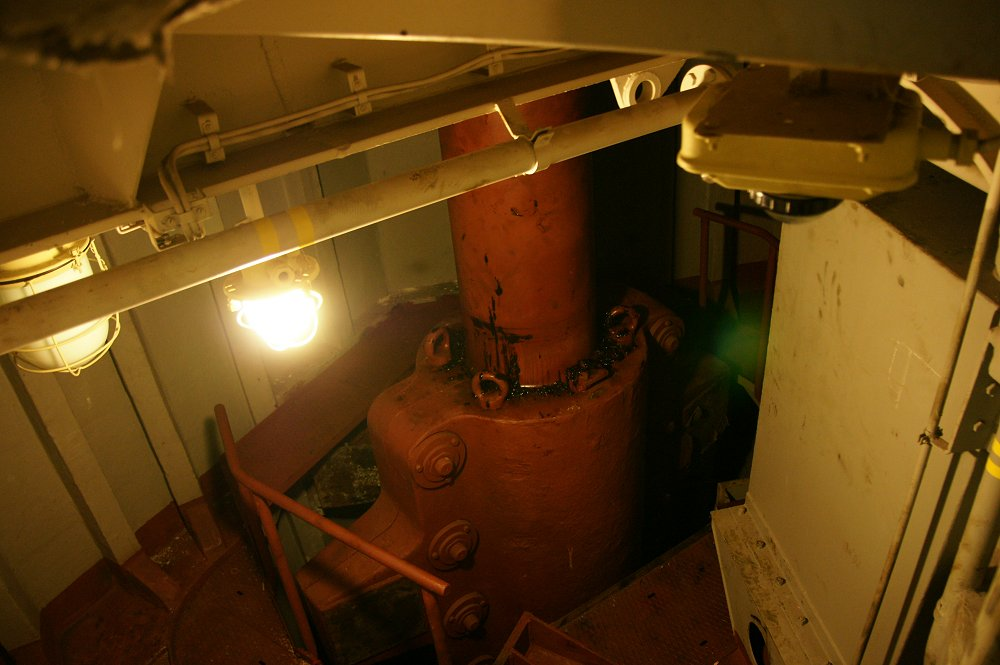
Балер стерна